# Beluga (Alaska)
Pour les articles homonymes, voir Beluga.
Beluga est une census-designated place du borough de la péninsule de Kenai en Alaska aux États-Unis. Sa population était de 20 habitants en 2010.

## Situation - climat
Elle est située à 13 km au nord-est de Tyonek, le long du Golfe de Cook, à 64 km à vol d'oiseau au sud-ouest d'Anchorage.
Les températures moyennes vont de −16 °C à −6 °C en janvier et de 8 °C à 18 °C en juillet.

## Histoire
Plusieurs villages athabaskans existaient dans la région. Des comptoirs russes y avaient été établis avant 1790, le nom beluga provient de celui de la baleine blanche en russe, laquelle se rencontrait dans le golfe de Cook. Entre 1836 et 1840 la moitié des habitants de la région a été décimée par une épidémie de variole.
Après la découverte d'or à Resurrection Creek en 1880, Beluga et Tyonek devinrent des lieux importants d'approvisionnement et de transport de marchandises pour les prospecteurs.
Actuellement une centrale électrique produit l'électricité qui alimente la ville d'Anchorage. Du charbon a été découvert à proximité, mais l'absence d'infrastructures et de route rendent difficile son exploitation.
Beluga possède un aéroport (code AITA : BVU).